# جاده اقیانوس اطلس

جاده اقیانوس اطلس روی نقشه

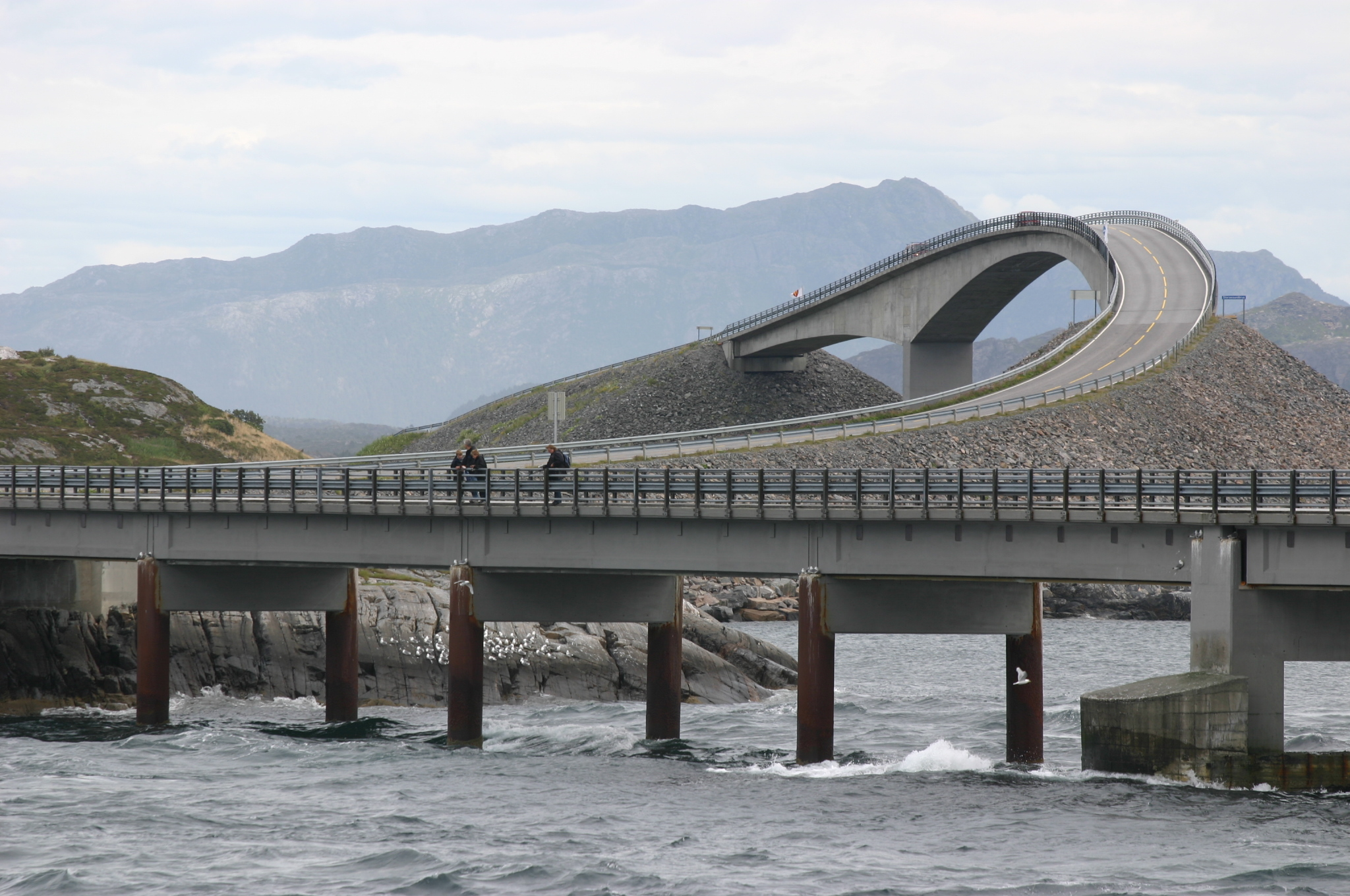
پل استورزایساندت در پس‌زمینه

جاده اقیانوس اطلس یا جاده اطلس (به نروژی: Atlanterhavsvegen یا Atlanterhavsveien) قسمتی ۸.۳ کیلومتری از بزرگراه ۶۴ نروژ است که از مجمع‌الجزایری در اید و شهرستان اویروی در موره او رومسدال می‌گذرد. این جاده با گذشت از خط ساحلی هوستادویکا، جزیره اویروی را به سرزمین اصلی نروژ و شبه جزیره رومس‌دالس‌هالایا متصل می‌کند. این جاده از روستاهای کوروگ در اویروی و ووانگ در اید می‌گذرد و دربردارنده چندین میان‌گذر  و ۸ پل است که معروف‌ترین آن پل استورزایساندت است.

## تاریخچه
در اوایل سده ۲۰ میلادی پروژه ایجاد راه‌آهنی در همین مسیر پیشنهاد شد اما این پروژه هیچگاه به مرحله اجرا نرسید. پروه‌های جدی‌تر برای ایجاد جاده‌ای در این مسیر در دهه ۱۹۷۰ میلادی مطرح شدند و ساخت این جاده در ۱ اوت ۱۹۸۳ آغاز شد. این ناحیه در طول زمان ساخت‌وساز جاده، ۱۲ بار با طوفان مواجه شد. این جاده پس از ۶ سال سرانجام در ۷ ژولای ۱۹۸۹ میلادی بازگشایی شد و هزینه نهایی ساخت آن ۱۲۲ میلیون کرون نروژ بود که ۲۵٪ این پول از عوارض جاده‌ای گرفته‌شده و بقیه آن از بودجه دولتی تامین شد. قرار بود که این جاده تا ۱۵ سال مشمول عوارض باشد اما در ژوئن سال ۱۹۹۹ استفاده از این جاده رایگان شد. این جاده به عنوان میراث فرهنگی کشور نروژ ثبت شده است و یکی از جاذبه‌های گردشگری این کشور به شمار می‌آید.  در ۱۹ دسامبر ۲۰۰۹ میلادی تونلی زیردریایی با طول ۵.۷ کیلومتر به این مسیر اضافه گردید.

## نگارخانه

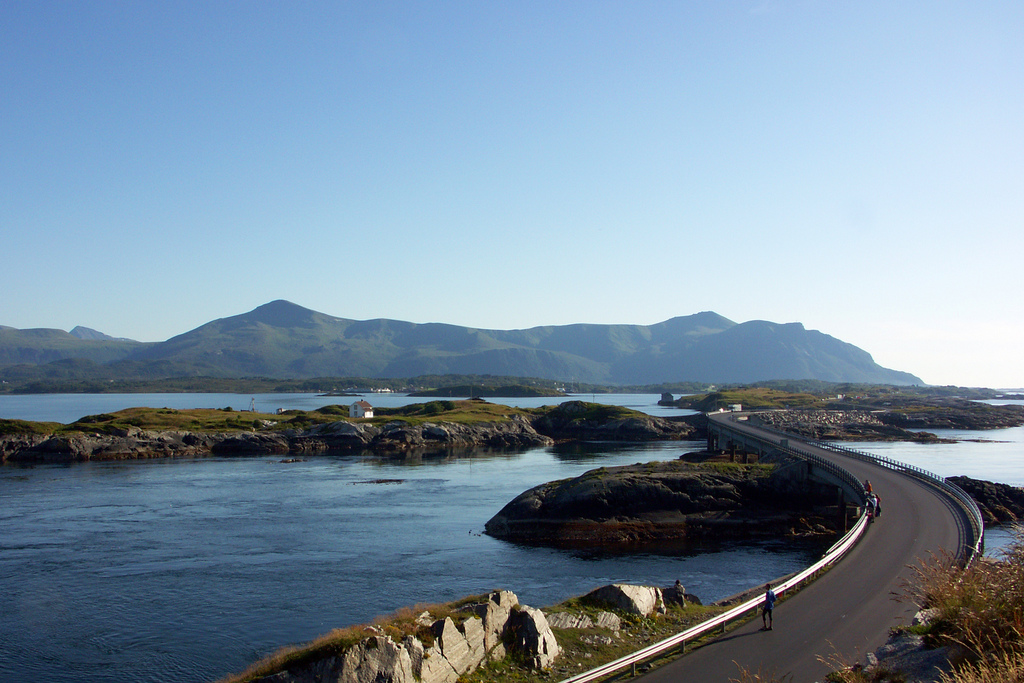
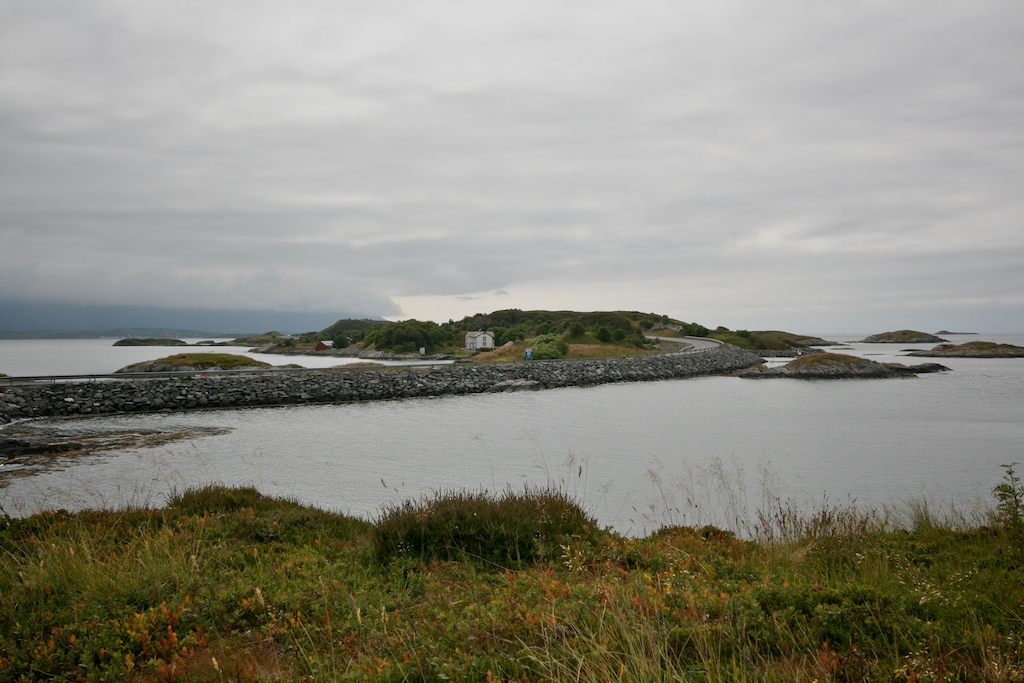
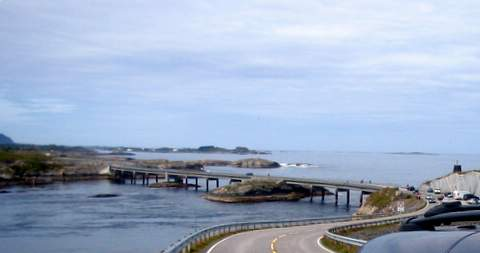
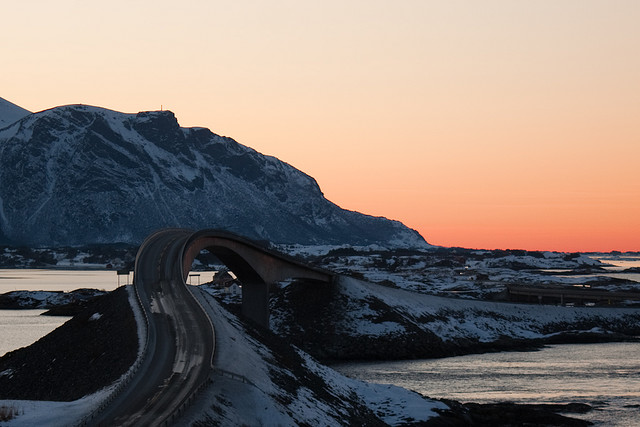
پل استورزایساندت در زمستان